# Экономика замкнутого цикла

Противопоставление линейной и циркулярной экономики.

Экономика замкнутого цикла (также встречается термин «циркулярная экономика» от англ. circular economy; цикличная или циклическая экономика от англ. cyclic economy, closed-loop economy) — в общем смысле это экономика, основанная на возобновлении ресурсов, альтернатива традиционной линейной экономики (создание, пользование, захоронение отходов).

## Характеристики
Экономика замкнутого цикла призвана изменить классическую линейную модель производства, концентрируясь на продуктах и услугах, которые минимизируют отходы и другие виды загрязнений.
Основные принципы экономики замкнутого цикла основаны на возобновлении ресурсов, переработке вторичного сырья, переходе от ископаемого топлива к использованию возобновляемых источников энергии.
Также данный тип экономики рассматривается как часть Четвёртой промышленной революции, в результате которой в целом повысится рациональность пользования ресурсами, в том числе природными, экономика станет более прозрачной, предсказуемой, а её развитие быстрым и системным.

## Распространение
В Китае принято законодательство по продвижению экономики замкнутого цикла; в Южной Корее принята аналогичная «Стратегия зелёного развития» (Green Growth Strategy); в Японии строят «Общество правильного материального цикла». Подобные программы существуют в Германии и Швейцарии. Эти новые концепции национального развития предусматривают кардинальное изменение систем управления отходами, нацеленность на максимальное извлечение вторичных ресурсов из отходов и их использование в промышленном производстве взамен природного минерального сырья.

## Влияние на общество
Экономика замкнутого цикла предполагает иную систему восприятия любых действий человека, мышления, привычек потребления – более рациональное производство и использование.
Согласно докладу 2014 г., подготовленному Мировым экономическим форумом, фондом Эллен Макартур и консалтинговой компанией McKinsey & Company, зацикливание производства может приносить мировой экономике ежегодно 1 трлн. долларов к 2025 г., а также в ближайшие пять лет создать 100 тыс. новых рабочих мест, сэкономив 500 млн. долларов на материалах и предотвратив появление 100 млн. тонн отходов.

## В России
Повестка циркулярной экономики в России во многом фокусируется на проблеме уменьшения объемов захоронения бытовых отходов. По состоянию на 2018 г. в России подвергается обработке около 7 % твердых коммунальных отходов. Национальный проект «Экология» ставит задачу довести уровень обработки ТКО к 2024 г. до европейского — 60 %, а переработки — до 36 %.
На состоявшемся в октябре 2018 г. в МГУ круглом столе по внедрению принципов экономики замкнутого цикла в России Министерство промышленности и торговли РФ представило Стратегию развития промышленности по обработке, утилизации и обезвреживанию отходов производства и потребления на период до 2030 г. Документ инкорпорирует основополагающие принципы циркулярной экономики: предотвращение образования, повторное использование и переработка отходов. Одним из ключевых мероприятий для реализации стратегии является создание экотехнопарков, предусматривающих замкнутую систему обращения с отходами и производство продукции из вторичного сырья. Один из первых таких экотехнопарков планируется создать в Архангельской области.
ТИАР-Центр (аналитический центр, занимающийся вопросами внедрения принципов циркулярной экономики) отмечает ряд преимуществ, которыми обладает Россия в контексте экономики замкнутого цикла:
- Энергобаланс России отличается высокой долей возобновляемых источников за счёт высокого потенциала гидрогенерации.
- Россия занимает первое место в мире по площади лесов, что делает её вклад в устойчивость мировой биосферы чрезвычайно весомым.
- Государство стимулирует переход промышленности на наилучшие доступные технологии.
- Россия лидирует в темпах сокращения объемов сжигания попутного нефтяного газа, который теперь используется крупными нефтехимическими компаниями в производстве полимеров.[12]

- В России происходит бурный рост сервисов совместного потребления, позволяющих рационально использовать вещи, автомобили и недвижимость. Объем российской экономики совместного потребления в 2017 г. составил около 270 млрд рублей.[13]

Основной проблемой перехода России к принципам экономики замкнутого цикла является вторичность экологических целей по отношению к экономическим. И это же может стать конкурентным преимуществом России.
Внедрение экономики замкнутого цикла по разным оценкам может дать увеличение ВВП до 12—15 %.
В 2015 году в Санкт-Петербурге впервые в России прошла международная конференция «Циклическая экономика как контекст инноваций в XXI веке».

## Мнения
Крис Дедикот, старший вице-президент компании Cisco, обратил внимание на возможности, которые обеспечивает технологический прогресс для повсеместного внедрения циркулярной экономики: «Распространение интернета вещей открывает возможности реализации циркулярных инноваций. Снижение стоимости сенсорных технологий и распространение сетей позволяют подключить каждый компонент, поступающий в производственный процесс. Данные, которые собираются через такие подключения, дают возможность узнать место происхождения продукта, способ производства и количество энергии, затраченной на его производство. Эти данные лежат в основе циркулярной экономики. Получаемая на их основе информация даёт предприятиям, городам и целым странам возможность более эффективно восстанавливать, создавать и перебазировать эти ресурсы».
Также среди тех, кто популяризирует идею экономики замкнутого цикла — Джон Лайл, Вальтер Штахель, Дэвид Пирс, Кеннет Боулдинг, Марк Демесмаэкер, и другие специалисты.